# National Institute of Advanced Industrial Science and Technology
National Institute of Advanced Industrial Science and Technology (jap. 産業技術総合研究所 Sangyō Gijutsu Sōgō Kenkyū-jo), w skrócie AIST.

Największa japońska publiczna organizacja badawcza, zatrudniająca około 3200 pracowników.
Składa się z 15 instytutów naukowo-badawczych pracujących w ramach Ministerstwa Gospodarki, Handlu i Przemysłu Japonii (METI). Prowadzi liczne badania naukowe i rozwojowe w wielu dziedzinach nauki.

## Lokalizacja

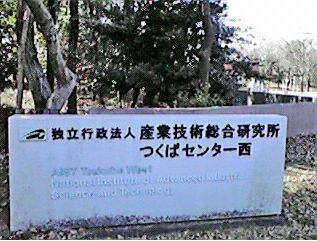
Tablica przed wejściem do AIST Tsukuba center west w Tsukubie, Ibaraki, Japonia.

Japoński instytut badawczy z siedzibą główną w Tokio. Większość placówek została usytuowana w Tsukubie, w prefekturze Ibaraki oraz w kilku innych miastach na terenie całej Japonii.

## Misja
W momencie powołania instytutu postawiono przed nim następujące zadania:.
1. Prowadzenie zaawansowanych badań poprzez eksplorację szerokiego spektrum dziedzin badawczych i integrację dziedzin interdyscyplinarnych, promowania innowacji w tych dziedzinach, w celu wszechstronnego wzmocnienia konkurencyjności japońskiego przemysłu na światowym rynku i tworzenia nowych gałęzi przemysłu.
2. Interdyscyplinarne i międzydyscyplinarne badania, które pozwolą na planowanie dalekiego zasięgu polityki rządu, poprzez wykorzystanie obecnych i przyszłych potrzeb społeczeństwa.
3. Badania podstawowe że podtrzymuje i wzmacnia konkurencyjność krajowych nauki i technologii poprzez rozwój i utrzymanie wysokich standardów naukowych i badań inżynieryjnych na wyłączną odpowiedzialność AIST.

## Historia
National Institute of Advanced Industrial Science and Technology rozpoczął działalność 1 kwietnia 2001. AIST jest organizację badawczą, która powstała poprzez połączenie 15 instytutów badawczych wcześniejszej Agency of Industrial Science and Technology (AIST - były), oraz Weights and Measures Training Institute działającego w ramach Ministerstwa Gospodarki, Handlu i Przemysłu Japonii (METI). "Nowy" AIST stał się w ten sposób największą Japońską publiczną organizacją badawczą z wieloma ośrodkami badawczymi.

## Pracownicy
Instytut zatrudnia naukowców z różnych dziedzin i o zróżnicowanym poziomie kompetencji, którzy prowadzi badania w odniesieniu do trzech głównych misji Instytutu. Stan zatrudnienia na 1 kwietnia 2009:
- Naukowcy: 2508
  - Zatrudnieni na stałe: 2036
  - Zatrudnieni na czas określony: 312
- Personel administracyjny: 690
- Całkowita liczba pracowników: 3038

## Kierunki badań
- Nauki przyrodnicze i biotechnologia
- Informatyka i elektronika
- Nanotechnologia, inżynieria materiałowa i techniki wytwarzania
- Środowisko i energetyka
- Badania geologiczne i geoinformatyka stosowana
- Metrologia i techniki pomiarowe

## Znani naukowcy
- Hiroyuki Yoshikawa, były prezes AIST, Uniwersytet Tokijski (1993–1997), Rada Naukowa Japonii (1997–2003) i Międzynarodowa Rada Nauki (ICSU) (1999–2002)
- Jun Kondo, uzyskał sławę poprzez częściowe wytłumaczenie efektu Kondo
- Sumio Iijima, odkrywca nanorurek węglowych
- Yoshinori Tokura, znany z eksperymentów w dziedzinie nanotechnologii
- Hiromichi Kataura, znany ze swych badań nad nanorurekami węglowymi oraz wykresu Kataury